# Antenna Uno (Palermo)
Antenna Uno è stato un canale televisivo locale palermitano.

## Storia
Inaugurata il 6 febbraio 1989, nasce come emittente commerciale in ambito locale. Il suo nome è legato al proseguimento della vecchia radio locale chiamata Radio Arenella che ebbe i suoi primi "vagiti" proprio nel quartiere dell'emittente in questione.
La sua prima sede era in Via Papa Sergio 15 nella zona dell'Arenella, noto quartiere palermitano che si affaccia sul mare e in vicinanza con il noto Hotel Villa Igiea; dopo pochi anni essa si sposta nei locali siti in Via Alberto Rallo 8.
Il 3 giugno del 2002 l'emittente viene rilevata dalla bagherese R. & T., spostandosi nella nuova sede operativa di via Francesco Guardione 3, sempre a Palermo.
Nel 2022, con il refarming del Digitale Terrestre, l'emittente ha cessato definitivamente le trasmissioni.